# Promachus rubripes
Promachus rubripes là một loài ruồi trong họ Asilidae. Promachus rubripes được Macquart miêu tả năm 1834.